# 저니 스몰렛벨
저니 스몰렛벨(영어: Jurnee Smollett-Bell, 1986년 10월 1일 ~ )은 미국의 배우이다. 드라마 《프라이데이 나이트 라이츠》, 《디펜더스: 유쾌한 변호사들》, 《트루 블러드》, 《언더그라운드》 등에 출연했다. 영화 《버즈 오브 프레이》의 블랙 카나리 역으로 캐스팅되었다.

## 출연 작품

### 영화
- 핸즈 오브 스톤 - 주아니타 레너드 역
- 버즈 오브 프레이 - 블랙 카나리 역
- 스파이더헤드 - 리지 역
- 루 - 한나 역

### 드라마
- 언더그라운드 시즌 1 (WGN America)